# Ahuacapan
Ahuacapan är en ort i Mexiko.   Den ligger i kommunen San Andrés Tuxtla och delstaten Veracruz, i den sydöstra delen av landet, 400 km öster om huvudstaden Mexico City. Ahuacapan ligger 69 meter över havet och antalet invånare är 452.
Terrängen runt Ahuacapan är platt söderut, men norrut är den kuperad. Runt Ahuacapan är det ganska tätbefolkat, med 111 invånare per kvadratkilometer. Närmaste större samhälle är San Andres Tuxtla, 14,0 km nordost om Ahuacapan. Omgivningarna runt Ahuacapan är en mosaik av jordbruksmark och naturlig växtlighet.